# Fernando de Gabriel y Ruiz de Apodaca
Fernando de Gabriel y Ruiz de Apodaca (Badajoz, 1828-Madrid, 1888) fue un militar, político, escritor y funcionario español.

## Biografía
Nacido el 19 de enero de 1828 en Badajoz, fue jefe superior de Administración y coronel honorario de artillería. Escribió numerosas obras históricas y de poesía, además de colaborar en publicaciones periódicas como Memorial de Artillería, Revista Militar, Revista de Ciencias, Literatura y Artes, La España (1862), La América (1862), La Andalucía (1869), El Correo Militar (1873), El Día (1882), La Niñez (1883), La Ilustración Católica (1877) y Revista Cristiana. Como político obtuvo escaño de diputado a Cortes en 1864, 1867, 1876 y 1879 por el distrito sevillano de Sanlúcar la Mayor. Falleció el 5 de noviembre de 1888 en Madrid.